# 加思·曼顿
加思·曼顿（英語：Garth Manton，1929年12月16日—2024年2月1日），澳大利亚男子赛艇运动员。他曾代表澳大利亚参加1956年夏季奥林匹克运动会赛艇比赛，获得男子八人单桨有舵手铜牌。